# Dva dnja trevogi
Dva dnja trevogi (Два дня тревоги) è un film del 1973 diretto da Aleksandr Vladimirovič Surin.

## Trama
1920s. Il corrispondente arriva nel villaggio dove è stato attentato alla vita di un giovane corrispondente del villaggio, ed è convinto che si tratti di una banda di podkulachnikov, guidata dal vicepresidente del consiglio del villaggio Mavra.